# Pelago
Pelago est une commune italienne de la ville métropolitaine de Florence, dans la région Toscane.

## Histoire
- Château Nipozzano : construit vers le XIe siècle, il faisait partie d'un système de châteaux qui contrôlait le confluent de l'Arno et de la Sieve.

## Administration
| Période                                  | Période | Identité | Étiquette | Qualité |
| ---------------------------------------- | ------- | -------- | --------- | ------- |
|                                          |         |          |           |         |
| Les données manquantes sont à compléter. |         |          |           |         |

### Hameaux
Borselli, Carbonile, Consuma, Diacceto, Fontisterni, Magnale, Palaie, Paterno, Raggioli, San Francesco, Stentatoio

### Communes limitrophes
Montemignaio, Pontassieve, Pratovecchio, Reggello, Rignano sull'Arno, Rufina

### Personnes nées à Pelago
- Alessandro Benvenuti
- Nicola Danti
- Dante Morandi